# Brezna (Priboj)
Brezna (em cirílico: Брезна) é uma vila da Sérvia localizada no município de Priboj, pertencente ao distrito de Zlatibor, na região de Stari Vlah. A sua população era de 26 habitantes segundo o censo de 2011.

## Demografia
| 1948 | 1953 | 1961 | 1971 | 1981 | 1991 | 2002 | 2011 |
| ---- | ---- | ---- | ---- | ---- | ---- | ---- | ---- |
| 316  | 365  | 309  | 313  | 214  | 135  | 60   | 26   |